# Estación Pérez
Pérez es una estación ferroviaria ubicada en la localidad del mismo nombre en el Departamento Rosario, Provincia de Santa Fe, Argentina.
Fue construida en 1886 por el Ferrocarril Central Argentino.

## Historia
La historia de la estación y talleres de la ciudad de Pérez está íntimamente ligada al desarrollo ferroviario en Argentina, impulsado en gran parte por empresas inglesas a fines del siglo XIX e inicios del XX. La ciudad de Pérez surgió como muchas otras en Argentina debido al paso del ferrocarril, en este caso el Ferrocarril Oeste Santafecino, promovido por Casado del Alisal en 1883. Este ferrocarril fue crucial para conectar la colonia agrícola La Candelaria (actual ciudad de Casilda) con el puerto de Rosario sobre el Río Paraná, facilitando el transporte de productos agrícolas hacia mercados y puntos de exportación.
La transformación de la pequeña localidad agrícola de Pérez en un polo industrial comenzó cuando esta línea ferroviaria fue absorbida por el Ferrocarril Central Argentino, una de las empresas ferroviarias más importantes de la época. En 1914, esta empresa decidió establecer en Pérez unos grandes talleres de construcción y mantenimiento de locomotoras y vagones. Estos talleres, conocidos como "Gorton Works", se convirtieron en los más grandes de Sudamérica destinados a la reparación de locomotoras.
En 1948, cuando los ferrocarriles fueron nacionalizados y pasaron a ser Ferrocarriles Argentinos, el cambio de administración adaptó algunas de las instalaciones originales.
Así, los talleres de Pérez no solo impulsaron el crecimiento de la localidad, sino que también representaron una era de prosperidad y desarrollo para la zona, empleando a más de 2000 trabajadores en su apogeo. La conexión ferroviaria entre Pérez y Rosario (a apenas 2 a 10 kilómetros de distancia) fue fundamental para el transporte de trabajadores y para la economía local. Con el tiempo, estos talleres se volvieron un emblema de la expansión ferroviaria y de la transformación industrial en Argentina. 

## Servicios
En las cercanías de la estación se encuentran los antiguos talleres ferroviarios, en estado total de abandono desde 2018 y el Ferroviario Club Central Argentino (F.C.C.A) 
El edificio es utilizado por la municipalidad como centro cultural.
La estación corresponde al Ferrocarril General Bartolomé Mitre de la red ferroviaria argentina. Presta servicios de cargas por la empresa Nuevo Central Argentino.
Hasta el año 1992 por sus vías circulaba el tren obrero desde y hacia Rosario. 